# Moura (Santo Agostinho e São João Baptista) e Santo Amador
Moura (Santo Agostinho e São João Baptista) e Santo Amador (llamada oficialmente União das Freguesias de Moura (Santo Agostinho e São João Baptista) e Santo Amador) es una freguesia portuguesa del municipio de Moura, distrito de Beja.

## Historia
Fue creada el 28 de enero de 2013 en aplicación de una resolución de la Asamblea de la República de Portugal promulgada el 16 de enero de 2013 con la unión de las freguesias de Santo Agostinho, Santo Amador y São João Baptista, pasando su sede a estar situada en la antigua freguesia de Santo Agostinho.

## Demografía
| Gráfica de evolución demográfica de Moura (Santo Agostinho e São João Baptista) e Santo Amador entre 2011 y 2021 |
| |
| Datos según el nomenclátor publicado por el INE portugués.                                                       |